# Spoorlijn Löhne - Rheine
De spoorlijn Löhne - Rheine, ook wel Hannoversche Westbahn genoemd, is een spoorlijn tussen de steden Löhne en Rheine in de Duitse deelstaat Noordrijn-Westfalen. De lijn loopt via Osnabrück in de deelstaat Nedersaksen. De spoorlijn is onder nummer 2992 onder beheer van DB Netze.

## Geschiedenis
Het traject is deel van de Hannoversche Westbahn die in de jaren 1850 voor de ontsluiting van het westelijk deel van het toenmalig koninkrijk Hannover door de Königlich Hannöverschen Staatseisenbahnen werd aangelegd.

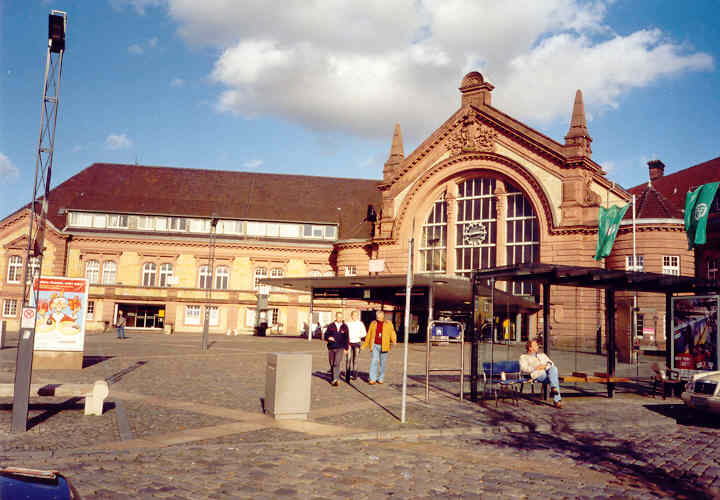
Ingang Osnabrück Hauptbahnhof

Op 21 november 1855 werd het traject tussen Löhne naar Osnabrück geopend. Met de ingebruikneming in 1895 van het Osnabrücker Hauptbahnhof dat enkele honderden meters oostelijker aan de kruising met de spoorlijn Wanne-Eickel - Hamburg ligt, verloor het Hannoversche Bahnhof aan de Wittekindplatz zijn functie; het bleef in gebruik bij de spoorwegen tot 2004 toen DB Netz AG, een dochteronderneming Deutsche Bahn, het gebouw verliet. Sindsdien stond het lange tijd leeg. In 2012 kwam het voormalige stationsgebouw, met de eronder liggende uit de Koude Oorlog stammende atoombunker, in particuliere handen, het werd doorverkocht en drie jaar later kwamen er appartementen in.,,
Op 15 december 1866 werd de Königlich Hannöverschen Staatseisenbahnen overgenomen door de Preußischen Staatsbahn en vernoemd in Preußische Eisenbahdirektion Hannover.
Het traject werd tussen 1902 en 1916 uitgebreid van een spoor naar twee sporen.

## Treindiensten
De Deutsche Bahn verzorgt het personenvervoer op dit traject met IC en RE treinen. De NordWestBahn, Westfalenbahn en Eurobahn verzorgen het personenvervoer met RB treinen.
| Serie         | Treinsoort                                    | Route | Bijzonderheden |
| ------------- | --------------------------------------------- | --- | --- |
| IC/EC 32      | Intercity (DB Fernverkehr)                    | [ [ Ostseebad Binz – Stralsund Hbf – Greifswald ] / [ Seebad Heringsdorf – Zinnowitz ] – Züssow – Pasewalk – Angermünde – Berlin Gesundbrunnen ] / [ Dresden Hbf – Berlin Südkreuz – Berlin Hbf ] – Berlin-Spandau – Stendal Hbf – Wolfsburg Hbf – Hannover Hbf – [ Herford – Bielefeld Hbf – Gütersloh Hbf – Hamm (Westf) – Dortmund Hbf – Bochum Hbf – Essen Hbf – Mülheim (Ruhr) Hbf ] / [ Osnabrück Hbf – Münster Hbf – Recklinghausen Hbf – Wanne-Eickel Hbf – Gelsenkirchen Hbf – [ Essen Hbf – Mülheim (Ruhr) Hbf ] / [ Oberhausen Hbf ] ] – Duisburg Hbf – [ [ Krefeld Hbf ] / [ Düsseldorf Flughafen – Düsseldorf Hbf – Neuss Hbf ] – Mönchengladbach Hbf – Aachen Hbf ] / [ Düsseldorf Flughafen – Düsseldorf Hbf – Köln Hbf – Bonn Hbf – Remagen – Andernach – Koblenz Hbf – Bingen (Rhein) Hbf – Mainz Hbf – Worms Hbf – Mannheim Hbf – Heidelberg Hbf – Vaihingen (Enz) – Stuttgart Hbf – [ Reutlingen – Tübingen ] / [Plochingen – Göppingen – Ulm Hbf – [ Biberach (Riß) – Ravensburg – Friedrichshafen Stadt – Lindau Hbf – Bregenz – Dornbirn – Feldkirch – Bludenz – Landeck-Zams – Imst-Pitztal – Telfs-Pfaffenhofen – Innsbruck Hbf ] / [ Günzburg – Augsburg Hbf – München-Pasing – München Hbf – Rosenheim – Bad Endorf – Prien a Chiemsee – Traunstein – Freilassing – Salzburg Hbf – Golling-Abtenau – Bischofshofen – St. Johann im Pongau – Schwarzbach-St. Veit – Dorfgastein – Bad Hofgastein – Bad Gastein – Mallnitz-Obervellach – Spittal-Milstättersee – Villach Hbf – Velden am Wörthersee – Pörtschach am Wörthersee – Krumpendorf am Wörthersee – Klagenfurt Hbf ] ] | 's Zomers één trein per richting per week tussen Keulen en Binz/Heringsdorf. Enkele treinen tussen Hannover en Essen via Münster. Één trein per dag vanaf Ulm naar Innsbruck. Doordeweeks één trein per dag vanaf Stuttgart naar Tübingen. |
| 140/240 IC 77 | Intercity (NS International / DB Fernverkehr) | Amsterdam Centraal – Hilversum – Amersfoort Centraal – Apeldoorn – Deventer – Hengelo – Bad Bentheim – Rheine – Osnabrück Hbf – Bünde (Westf) – Hannover Hbf – Berlin-Spandau – Berlin Hbf – Berlin Ostbahnhof | Stopt niet in Almelo. Rijdt elke twee uur. |
| RE 60         | Regional-Express (Westfalenbahn)              | Rheine – Osnabrück Hbf – Bünde (Westf) – Löhne (Westf) – Bad Oeynhausen – Minden (Westf) – Hannover Hbf – Lehrte – Braunschweig Hbf | Ems-Leine-Express 1x per twee uur |
| RB 58         | Regionalbahn (NordWestBahn)                   | Osnabrück Hbf – Bramsche – Vechta – Delmenhorst – Bremen Hbf | Der Bramscher |
| 20350 RB 61   | Stoptrein/Regionalbahn (Keolis)               | Hengelo – Bad Bentheim – Rheine – Osnabrück Hbf – Bünde(Westf) – Bielefeld Hbf | Wiehengebirgsbahn |
| RB 71         | Regionalbahn (eurobahn)                       | Bielefeld Hbf – Herford – Bünde (Westf) – Rahden (Kr Lübbecke) | Ravensberger Bahn zondag 1x per twee uur |
| RB 77         | Regionalbahn (NordWestBahn)                   | Bünde (Westf) – Löhne (Westf) – Hamelen – Nordstemmen – Hildesheim Hbf | Weser-Bahn 1x per twee uur in het weekend Bünde - Löhne |

## Aansluitingen
Löhne (Westf)
DB 1700, spoorlijn tussen Hannover en Hamm
DB 1820, spoorlijn tussen Elze en Löhne
DB 2990, spoorlijn tussen Minden en Hamm
DB 2993, spoorlijn tussen Löhne W19 en W291
Kirchlengern
DB 2981, spoorlijn tussen Herford en Kirchlengern
Bünde (Westf)
DB 2982, spoorlijn tussen Bünde en Bassum
aansluiting Lustringen
DB 1611, spoorlijn tussen aansluiting Stahlwerkskurve en Osnabrück Rbf W212
DB 1620, spoorlijn tussen Osnabrück Hbf W52 en Osnabrück Rbf W208
Osnabrück Hauptbahnhof
DB 1600, spoorlijn tussen Osnabrück Hbf W77 en W225
DB 1602, spoorlijn tussen Osnabrück Hbf W322 en W277
DB 1610, spoorlijn tussen Osnabrück Hbf W276 en Osnabrück Hafen
DB 1622, spoorlijn tussen Osnabrück Rbf W510 en Osnabrück Hbf W273
Osnabrück-Eversburg
DB 1502, spoorlijn tussen Oldenburg en Osnabrück
DB 9208, spoorlijn tussen Osnabrück en Altenrheine
Velpe
DB 9161, spoorlijn tussen Georgsmarienhütte en Permer Stollen
Ibbenbüren
DB 9165, spoorlijn tussen Ibbenbüren en Lengerich
aansluiting Emsbrücke
DB 2024, spoorlijn tussen aansluiting Emsbrücke en Rheine Rs
Rheine
DB 44, spoorlijn tussen Rheine en de Emshafen
DB 2020, spoorlijn tussen Ochtrup en Rheine
DB 2021, spoorlijn tussen Rheine Rs en Rheine
DB 2273, spoorlijn tussen Bottrop Nord en Quakenbrück
DB 2931, spoorlijn tussen Hamm en Emden

## Elektrificatie
Het traject werd tussen 1974 en 1976 geëlektrificeerd met een wisselspanning van 15.000 volt 16⅔ Hz.